# Betriebstemperatur
Die Betriebstemperatur bezeichnet die von der Konstruktionsabteilung des jeweiligen Herstellers dimensionierte optimale Temperatur bzw. den optimalen Temperaturbereich für den Betrieb von elektronischen, elektromechanischen oder mechanischen Anlagen, Aggregaten, Maschinen oder einzelner Komponenten derselben.
Laut DIN 25496:2013-04 ist die maximale/minimale Betriebstemperatur die maximale/minimale Temperatur, die bei verschiedenen Betriebszuständen für die jeweilige Komponente nach Projektierung zu erwarten ist. Wohingegen die maximale/minimale zulässige Betriebstemperatur die maximale/minimale Temperatur ist, für die die Komponente nach Festlegung des Herstellers ausgelegt ist.
Jenseits der Betriebstemperatur ergeben sich in der Regel niedrigere Wirkungsgrade und (speziell bei Überhitzung) Zerstörungsrisiken. Wird ein Temperaturintervall angegeben, so kann sich dieses auch auf absolute Toleranzgrenzen beziehen, jenseits deren ein Betrieb überhaupt ausgeschlossen ist, bzw. Zerstörungsgefahr droht. Die Effekte beim Verlassen der zulässigen Betriebstemperaturen sind vielfältig und hängen von den Bauteilen und Anlagen. So ist beim Unterschreiten von zulässigen Betriebstemperaturen Versprödung der Materialien, eine Kondensation von Feuchtigkeit, erhöhte Zähigkeit von Flüssigkeiten und Ölen, Erstarren von Flüssigkeiten auftreten. Beim Überschreiten von zulässigen Temperaturen kann sich die Festigkeit von Materialien verringern oder sie sogar schmelzen, bei elektrischen oder elektronischen Bauteilen ändert sich die Leitfähigkeit. Durch Wärmeausdehnung kann es zu mechanischen Spannungen kommen.
Mit Umgebungstemperatur wird in der DIN EN 60204-1 diejenige Temperatur der Luft oder eines anderen Mediums bezeichnet, in dem eine Ausrüstung bestimmungsgemäß verwendet wird. Sie ist Teil der physikalischen Umgebungs- und Betriebsbedingung, deren Nichtbeachtung ggf. einen Gewährleistungsanspruch ausschließt. Im Datenblatt des Herstellers wird für die Umgebungstemperatur üblicherweise ein Temperaturintervall angegeben, welches der Hersteller beim Betrieb von den bei ihm entwickelten Anlagen, Aggregaten, Maschinen oder einzelner Komponenten derselben dem Nutzer gestattet. 
Für manuell bedienbare Geräte im Verbrauchersektor wird üblicherweise darauf geachtet, die Betriebstemperatur im Bereich zwischen Zimmer- und Körpertemperatur einzustellen.

## Beispiele für Betriebstemperaturen
Der optimale Temperaturbereich des Kühlwassers von Ottomotoren beträgt 80 bis 120 °C.
Gemessen wird meist das Kühlwasser, das sich schneller erwärmt als das (entscheidende) Motoröl. Durch den druckdichten Verschluss des Kühlers sind Wassertemperaturen von über 100 °C möglich.
Bei handelsüblichen NiMH-Akkus und Lithium-Ionen-Akkumulatoren liegt die Betriebstemperatur bei −20 bis 65 °C und bei handelsüblichen PC bei 0 bis 30 °C (Temperaturbereiche von Elektronikbauelementen). Manche Hersteller geben für Lithium-Ionen-Akkumulatoren den Arbeitsbereich mit 0–40 °C an. Optimal sind 18–25 °C. Es gibt aber Lithium-Ionen-Batterien mit speziellen Elektrolyten, die bis −54 °C eingesetzt werden können.